# ميغيل بيريز
ميغيل بيريز (بالإسبانية: Miguel Ángel Pérez Tello)‏ (و. 1957 – م) هو راكب دراجة هوائية، من إسبانيا، شارك في ألعاب بارالمبية شتوية 1992، وألعاب بارالمبية شتوية 1988، وألعاب بارالمبية صيفية 1996.

## روابط خارجية
- ميغيل بيريز على موقع اللجنة البارالمبية الإسبانية (الإسبانية)